# Nils Niklasson

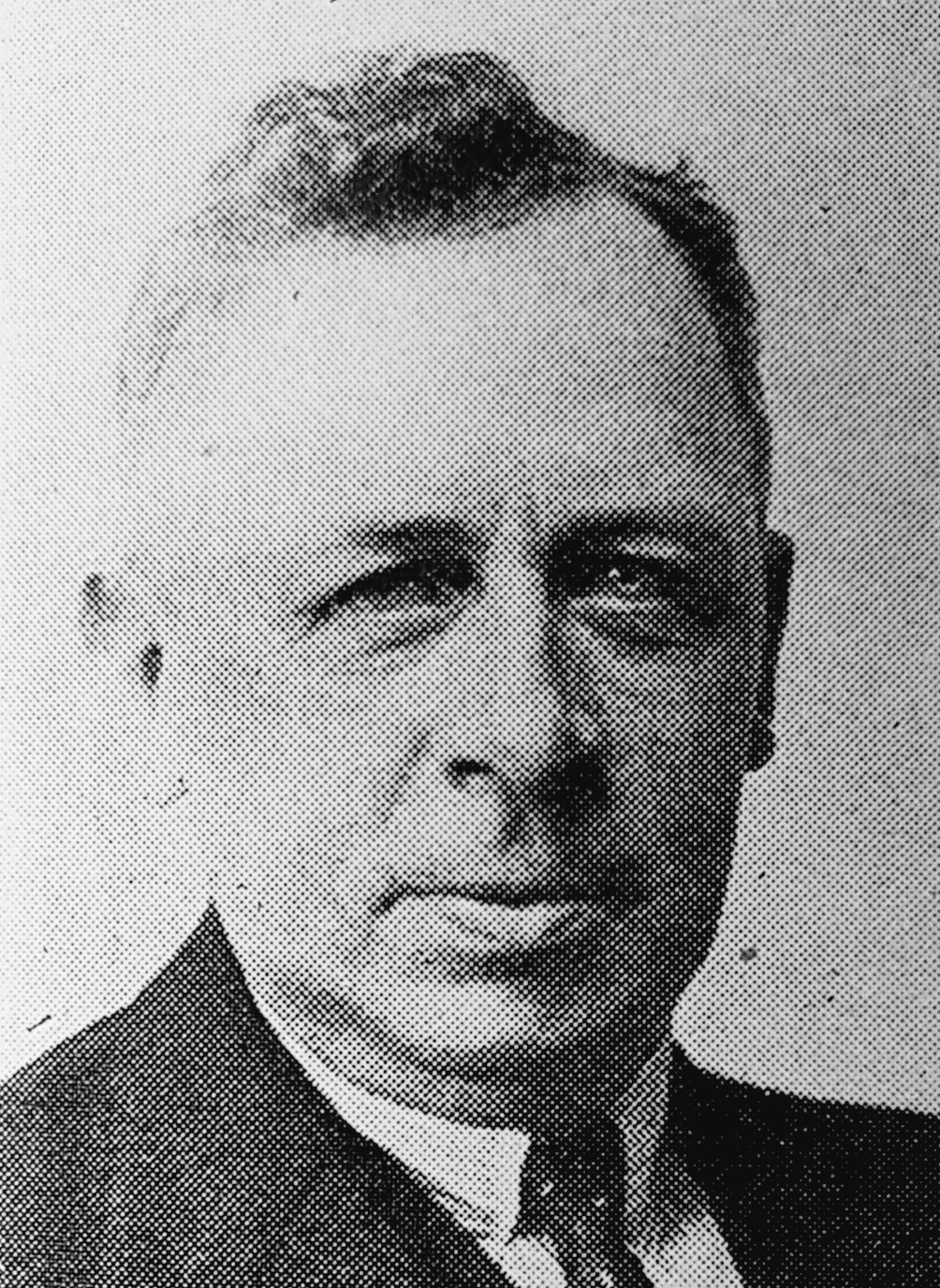
Nils Niklasson

Nils Herman Niklasson (* 20. Januar 1890 in Göteborg; † 15. September 1966 ebenda) war ein schwedischer Prähistoriker.

## Leben
Nils Niklasson stammte aus Göteborg und studierte ab 1909 zunächst in seiner Heimatstadt und später in Stockholm. 1916 bot sich ihm die Möglichkeit, eine Stelle am Provinzialmuseum in Halle (Saale) anzutreten. Bedingt durch den Ersten Weltkrieg waren die meisten Mitarbeiter des erst 1913 neu errichteten Museums zum Militärdienst einberufen worden. Durch ein Abkommen zwischen dem Museumsdirektor Hans Hahne und dem schwedischen Reichsantiquar Oscar Montelius sollten mehrere schwedische Nachwuchswissenschaftler vorübergehend in Halle arbeiten. Im Gegensatz zu seinen Kollegen blieb Niklasson allerdings längerfristig in Halle und begann ein Studium an der Universität Halle, wo Hans Hahne seit Mai 1918 einen Lehrstuhl für Vor- und Frühgeschichte innehatte. 1924 promovierte Niklasson zum Thema Die Walternienburg-Bernburger Keramik und ihre Bedeutung für die Chronologie der jüngeren Steinzeit Mitteldeutschlands. In den folgenden Jahren arbeitete er als wissenschaftlicher Assistent am Provinzialmuseum Halle. Er leitete zahlreiche Ausgrabungen und deren Aufarbeitung. Zeitlich reichte sein Arbeitsgebiet dabei vom Paläolithikum (bspw. Fundplatz Breitenbach) bis ins hohe Mittelalter (bspw. Kloster Hagenrode), sein Hauptaugenmerk galt allerdings dem Neolithikum. Hier sind besonders seine Grabungen am Erdwerk von Salzmünde hervorzuheben, dessen Fundmaterial 1938 zur Erstbeschreibung der Salzmünder Kultur durch Paul Grimm und 2007 zur Erstbeschreibung der Schiepziger Gruppe durch Dieter Kaufmann führte.
1929 kehrte Niklasson nach Schweden zurück und übernahm die Leitung des Archäologischen Museums in Göteborg. Zudem arbeitete er als Sekretär des Altertumsvereins der Provinzen Göteborg und Bohuslän sowie als Herausgeber der Vereinszeitschrift Göteborgs och Bohusläns Fornminnesförenings Tidskrift. 1957 ging Niklasson in den Ruhestand, widmete sich aber noch bis kurz vor seinem Tod seiner wissenschaftlichen Tätigkeit.
Niklasson war ab 1936 korrespondierendes Mitglied des Deutschen Archäologischen Instituts und ab 1937 der Prehistoric Society of Great Britain.

## Schriften
- Studien über die Walternienburg-Bernburger Kultur I (1925, Online)
- Mit Johan Alin und H. Thomasson: Stenåldersboplatsen på Sandarna vid Göteborg (1934)
- Rörby. En mellanneolitisk boplats i Tossene sn, Bohuslän (1962)
- Bua i Morlanda. En mellanneolitisk boplats på Orust (1962)
- Hensbacka. En mesolitisk boplats i Foss sn, Bohuslän (1965)
- Gottskär. En stenåldersboplats in Onsala socken, Halland (1973)